# Conan Exiles
Conan Exiles là tựa game sinh tồn do hãng Funcom đồng phát triển và phát hành cho Microsoft Windows, PlayStation 4 và Xbox One. Trò chơi lấy bối cảnh thế giới của người hùng Conan the Barbarian, với nhân vật chính do người chơi tùy chỉnh được Conan giải cứu, bắt đầu cuộc hành trình của riêng mình. Phiên bản early access của trò chơi được phát hành vào đầu năm 2017 và trạng thái early access chấm dứt vào ngày 8 tháng 5 năm 2018. Phiên bản nâng cao của trò chơi dành cho hệ máy Xbox Series X và Series S được phát hành vào ngày 8 tháng 6 năm 2021.

## Cốt truyện
Lịch sử chốn lưu đày mà game gọi là Exiled Lands được Warmaker Klael, một trong những vị vua Giantking (tộc người khổng lồ trong game), nhà cầm quyền thời cổ đại của vùng Exiled Lands, tiết lộ cho người chơi. Klael kể lại rằng từ hồi xưa con người từng tới chỗ Giantking tị nạn, và tộc này đã cung cấp nơi định cư cho phe người tại những vùng đất hoang vu lạnh giá ở phương Bắc. Con người dần dần gầy dựng cả một thành phố giữa chốn rừng xanh và tiến hành các môn khoa học kỳ lạ và tôn thờ những vị thần ma quỷ. Đã có lúc hòa bình và giao thương hiện hữu suốt hàng nghìn năm giữa loài người và Giantking. Tuy vậy, do lòng tham của con người sau cùng làm bộc phát một cuộc chiến tàn khốc giữa hai bên. Khi chiến tranh bắt đầu, phe Giantking đã tạo ra chiếc vòng tay được tất cả người chơi trang hoàng trong game hòng bẻ cong ý chí của đám tù binh, cho phép họ hiểu được ngôn ngữ của phe Giantking và ngăn chặn phe người bỏ trốn. Họ đặt chân đây chỉ nhằm ục đích thao túng đám tù binh phe người lao vào chiến đấu và lao động cật lực cho phe Giantking. Những kẻ gây chiến giờ đây không chắc chắn về mục đích mới của vòng đeo tay. Gần cuối cuộc chiến, phe người đã tiết lộ một loại vũ khí mới được rèn luyện bằng nền khoa học tân tiến có thể đập tan quân đội và làm hóa đá những kẻ còn sống sót. Trong cơn tuyệt vọng, phe Giantking liền tạo ra một nghi lễ triệu hồi cơn Bão cát (Sandstorm) kinh hoàng làm thiêu rụi và phá hủy tất cả mọi thứ nằm ngay trên đường đi. Đây là lý do tại sao hầu hết nơi này hiện giờ hóa thành sa mạc hệt như vùng đất hoang. Giờ đây phe Giantking đã diệt vong, ngoại trừ Warmaker Klael. Sau hàng ngàn năm, người anh hùng Conan trải qua chuyến đi xa vạn dặm đến đây nói chuyện với Warmaker và lên đường tìm cho ra Bộ nhẫn Rắn (Serpent Ring of Set).

## Lối chơi
Tiền đề cơ bản nhất của Conan Exiles chính là người chơi phải tìm cách sinh tồn giữa những hiểm họa rình rập khắp nơi trong Thời đại Hyborian tiền sử đầy hư cấu. Nhân vật người chơi khởi đầu bị nhà cầm quyền nơi đây kết án với nhiều tội danh khác nhau, sau cùng bị phán tử hình và phải chịu cảnh đóng đinh dưới cái nắng như thiêu đốt của sa mạc chốn này. Về sau nhân vật người chơi được anh hùng Conan tới giải cứu và trong vai một kẻ lưu đày phải tìm cho ra con đường đi đến vùng đất Exiled Lands, vốn là vùng sa mạc khắc nghiệt trong game. Bản cập nhật sau này đã bổ sung thêm một quần xã sinh vật mang tên Frozen North, thêm thắt các yếu tố như xây cất công trình kiến trúc, áo giáp và đưa vàomột vùng đất mới cho người chơi khám phá tiếp. Frozen North còn bổ sung thêm kim loại Star được dùng chế tạo áo giáp mạnh hơn, công cụ và vũ khí tốt hơn. Một quần xã sinh vật bổ sung mang tên The Highlands được nhà sản xuất thêm vào năm 2017. Khu vực Núi lửa cấp cao tiếp nối vào quý 2 năm 2018 ở khu vực cực bắc từ bản đồ trong game. Phần bổ sung mới nhất này đã thêm vào Obsidian, vốn được dùng tạo ra các loại công cụ và vũ khí mạnh hơn hòng cạnh tranh với kim loại Star. Theo nhà quản lý cộng đồng của hãng Funcom là Jens Erik, tựa game được hoàn thiện có diện tích khoảng 53 km².

## Đón nhận
Trong tuần đầu tiên phát hành dưới dạng early access của Conan Exiles trên Steam, tựa game này đã bán được hơn 320.000 bản. Trong vòng 28 ngày đầu tiên, nó đã bán được hơn 480.000 bản ròng (sau khi trả lại và bồi hoàn), thấp hơn 7.000 so với số lượng mà Funcom dự kiến sẽ bán được trong năm đầu tiên. Tính đến tháng 7 năm 2018, trò chơi đã bán được 1,4 triệu bản, trở thành trò chơi bán chạy nhất và nhanh nhất trong lịch sử của Funcom.
Conan Exiles nhận được đánh giá "trái chiều hoặc trung bình" trên tất cả các nền tảng, theo trang web tổng hợp kết quả đánh giá Metacritic.